# 鮎川まどか
鮎川 まどか（あゆかわ まどか）は、まつもと泉の漫画作品『きまぐれオレンジ☆ロード』および、それを原作とする同名アニメに登場する架空の人物。

## 概要
声優 - 鶴ひろみ（日本テレビアニメ版・OVA版・『新』映画版）、島津冴子（少年ジャンプ・スペシャルアニメ）、櫻井智（ラジオドラマ版）
- 初登場時、高陵学園中等部3年。作中のヒロインであり、ロングストレートの黒髪（アニメなどのメディア作品では全て濃青の髪で統一）の美少女。世界的に著名な音楽家の両親がいるが、海外での活動が多いため、めったに日本の家に帰ることはない。また、姉（声：富沢美智恵〈テレビ：セリフは一言〉→川村万梨阿〈劇場版、OVA〉）が1人いるが、彼女もまた別の街で生活しているため、基本的に大きな洋館に一人きりでの生活である。
- 性格は大人っぽくミステリアス。若干気まぐれ。
- 主人公の恭介が転入してくる前は、校内では恐れられるほどの不良であった。妹分に幼馴染であり2学年下の檜山ひかるがいる。春日恭介に出会うまでひかるや幼馴染の勇作を除けば学校で親しくする人間はおらず、ほぼ孤高の存在であった。
- 容姿端麗、頭脳明晰、スキー[1]、テニス[2]、サーフィン[3]、陸上競技[4]などのスポーツは万能（喧嘩も強い）、料理・裁縫なども上手く、特に歌、ギター、キーボード（アニメではサックス、ピアノも得意）などの音楽的な面ではプロ級の才能を見せるなど、ほぼ完璧に近い多方面への才能・技量を持つが、ホラーなどの怖い話が苦手。乗馬・英会話もこなす良家の令嬢でもある。

## 性格・エピソード
- 学内では恐れられていたが、実際には極めてピュアな内面も持っている。不良などとは喧嘩はするものの、腕力にものを言わせ自分より弱い者を苦しめたりして楽しむ弱い者苛めのようなことは一切しない。
- 100段の階段で初めて出会った恭介に、初恋の人物（実はタイムスリップした恭介）からもらったもので大切にしていた赤い麦藁帽子を手渡した。
- 翌日恭介が転校生であり、同じクラスに転入してきたことが判明。学校裏でひかると共に喫煙している現場を恭介に見られ、最悪な再会を果たしてしまう。その恭介に対して、初めて出会った時とは全く異なる態度をとる。しかし、自分に向けられていた周囲の悪い評判を気にすることも、先入観も無しに自分と触れ合う姿に徐々に惹かれていき、その中で本来の優しい少女の面を見せるようになっていく。
- 八田いわく、中学時代はツッパっていてとっつきにくそうだったが、恭介に出会ってまどかは変わった。以前は煙草を吸っていたが、恭介に「丈夫な赤ん坊を産めなくなる」と言われた後、無意識のうちに吸うのを止めた。恭介が同じクラスに転校してきた後、学校にも理由もなく無断欠席をほとんどしなくなったためか、中等部三年の春以降成績が急にトップクラスになっている[5]。
- 独占欲が強い面もあるのか嫉妬深く、自分以外の女（主にひかる）が恭介と一緒にいると、途端に不機嫌になって恭介にそっぽを向いてしまうところがある。アニメ版でのエピソードの中に、合宿先で出会った少女の小田久美子と恭介が状況から男と女の一線を越えた関係となったと誤解した（実際は、雨に濡れた服を乾かすために服を脱いで小屋に入っていた）時には、涙ぐんで恭介に平手打ちをしている。
- ひかるも恭介に惚れているため、気遣って3人でいる際には恭介への気持ちを押し殺して応援に努めていた。2人きりになると思いがあふれ出てしまうこともあり気づけば奇妙な三角関係が出来上がってしまうことになると懸念したまどかは、後にアメリカのロサンゼルスに音楽留学として半ば逃避を行う。距離と時間をおくことで、自分自身の正直な気持ちに今一度向き合うことにした。
- 気が強く自立心のある性格ではあるが、怪談やホラー映画は苦手。そういう場面では側にいる人に頼りがちとなる。
- 19歳になった劇場版での愛車はローバー・ミニ（劇場版にて数シーンのみ登場）。

## 経歴
生まれ年は劇場版『あの日に帰りたい』の設定から。原作、テレビアニメシリーズなどの作中では誕生日「5月25日」は設定されているものの、生まれ年は明かされていない。
- 1969年5月25日：鮎川家の次女として誕生[6]。

- 1984年4月：恭介と出会う。煙草を止める。
- 1985年4月：高等部に進学。
- 1986年：両親がまどかのアメリカ留学の話を進めていたが、決意が固まらない旨を話し説得。白紙に戻す。
- 1987年4月：恭介と2度目のファースト・キス（アニメ版のみ）。「キミこそスタア誕生」に、ボーカルとしてヘルプで参加。グランプリを獲得するほどの才能を見せ付ける。
- 1987年9月：音楽関係者からスカウトを受け、海外留学を決意。恭介から明確に告白される。
- 1987年9月20日：アメリカへ旅立ちの際、初めて出会った日に渡した赤い麦藁帽子をひかるより渡される。
- 1988年：帰国し、恭介と再会。気持ちを尋ねられた際、まどからしい言葉で返す。

## 補足
鮎川まどかは、アニメ放送されていた1988年の『アニメージュ』、1987年の『アニメディア』の女性キャラ人気投票で第1位になっている。また、国内のみならずフランスを始めとする海外でも、非常に高い人気を誇るアニメ・ヒロインである（仏雑誌『Animeland』調査）。
鮎川まどかのモデルは、原作者のまつもと泉によれば（愛蔵版第3巻）、｢少女A」がリリースされた頃の中森明菜である。また名前は、シーナ&ザ・ロケッツの「鮎川誠」およびダディ竹千代&東京おとぼけCATSのボーカル「さんままどか」に由来。